# Dream Dances
Dream Dances è un cortometraggio muto del 1912. Non si conoscono altri dati sul film, né viene riportato il nome del regista.

## Produzione
Il film fu prodotto dalla Edison Company.

## Distribuzione
Distribuito dalla General Film Company, il film - un cortometraggio 120 metri - uscì nelle sale cinematografiche degli Stati Uniti il 20 aprile 1912. Nelle proiezioni, veniva programmato con il sistema dello split reel, accorpato in un'unica bobina con un altro cortometraggio prodotto dalla Edison, la commedia Come vennero aperti gli occhi di Patrick.